# Timothy Dexter
 Timothy Dexter (22 de enero de 1747 - 23 de octubre de 1806) fue un hombre de negocios estadounidense, notable por su excentricidad y sus escritos.

## Biografía
Timothy Dexter nació en Malden (Massachusetts). En su infancia no fue escolarizado y comenzó a trabajar como peón agrícola a los 8 años. A los 16 ya era aprendiz de un peletero.
En 1769 se desplaza a Newburyport, en el mismo estado, donde inició su carrera mercantil. Su éxito le facilitó el matrimonio con la rica viuda Elizabeth Frothingham, con quien adquirió una gran mansión. Fue considerado muy tonto por sus contemporáneos, quienes solían darle pésimas indicaciones en forma de consejos con la intención oculta de desacreditarlo y hacerle dilapidar su fortuna.
Así, hacia el final de la revolución estadounidense, Dexter se hizo con enormes cantidades de la antigua moneda colonial, totalmente depreciada en aquel entonces. Para cuando las comunicaciones comerciales con Inglaterra se restauraron, había amasado una auténtica fortuna. Compró dos barcos y emprendió un negocio de exportación hacia las Indias Occidentales y hacia Europa.
Debido a que básicamente era un analfabeto, su sentido comercial se apoyaba especialmente en la intuición y la buena suerte. Así es que cuando alguien le recomendó como una burla enviar un cargamento de calentadores de camas a las regiones tropicales de las Indias Occidentales, Dexter tuvo suerte, ya que su capitán logró venderlas como cucharones a los productores locales de melaza, causándole gran beneficio. Más adelante, Dexter envió mitones de lana a la misma región, y otra vez tuvo suerte, ya que unos mercaderes asiáticos los adquirieron para exportarlos a Siberia. Su siguiente aventura fue el transporte de carbón a Newcastle, empresa que parecía un fracaso cierto, dado que esa ciudad era justamente una gran productora del mismo. Sus barcos llegaron justo a tiempo para cierta huelga del carbón y los compradores potenciales estaban prácticamente desesperados. También comerció con Biblias, que enviaba hacia las Indias Orientales, y envió gatos callejeros hasta las islas del Caribe, adquiriendo grandes beneficios en la empresa. Azarosamente, hizo gran acopio de barbas de ballena, que terminó vendiendo provechosamente como material para confeccionar corsés.
Los miembros de la alta sociedad de Nueva Inglaterra apenas podían disimular su desdén hacia este ignorante y "nuevo rico", negándose a socializar con él. Dexter compró una enorme mansión en Newburyport (actualmente, sede de la biblioteca pública de esa ciudad), hasta entonces propiedad de Nathaniel Tracy. Dado que este era un socialité, Dexter trató en vano de ganarse su simpatía emulándole. Sus relaciones con su mujer, su hija y su hijo tampoco fueron particularmente buenas. Las tensiones familiares quedaron en evidencia cuando Dexter comenzó a difundir entre sus visitantes la noticia de la muerte de su mujer —pese a que obviamente seguía viva—, advirtiendo que la «mujer borracha y rezongante» que paseaba por la casa no era más que un espíritu.
Se hizo con grandes propiedades en Chester, Nuevo Hampshire y compró una nueva residencia en Newburyport, decorándola con minaretes, un mausoleo personal, una majestuosa cúpula coronada por un águila dorada y un jardín con más de 40 estatuas de madera de hombres célebres, entre ellos George Washington, William Pitt (1.er Conde de Chatham), Napoleón, Thomas Jefferson, e incluso una de sí mismo. Su efigie lucía una orgullosa inscripción:
"Soy el primero desde el Este, el primero desde el Oeste y el mayor filósofo en el Mundo Occidental."
Al parecer la gente acudía en tropel para asombrarse de su colección. Dexter también tenía su propia manera de llevar los asuntos domésticos. Su ama de llaves, la protectora Lucy, que era negra, era presentada como hija de un príncipe africano. Entre su servidumbre también se contaban un deficiente mental, un adivinador y su «poeta laureado», Jonathan Plummer, quien en realidad era un vendedor de pescado.
A los 50 años, resolvió escribir un libro sobre sí mismo, titulado A Pickle for the Knowing Ones or Plain Truth in a Homespun Dress, constituido en buena parte de quejas contra los políticos, la iglesia y su mujer. El libro contaba 8.847 palabras y 33.864 letras, pero carecía de cualquier signo de puntuación y las mayúsculas se insertaban aleatoriamente, con grandes errores de ortografía. En un primer momento, Dexter distribuyó su obra como regalo, pero ganó popularidad muy rápidamente y se publicaron hasta ocho ediciones de la obra. Como algunos lectores protestaron por la dificultad de leer sin signos de puntuación, la segunda edición incluía una página extra con únicamente 13 líneas de signos de puntuación con los que los lectores «podían aderezar y salar (el texto) a su gusto».
Teniendo cierto día curiosidad por lo que la gente diría tras su muerte, procedió a anunciar su fallecimiento y preparó su propio funeral. Aunque más de 3.000 personas se presentaron a la ceremonia, su propia mujer se negó a llorar su pérdida, siendo posteriormente golpeada por él con su bastón debido a ello. Dexter, que se negó a comparecer ante sus propios deudos, murió realmente en 1806.
Su domicilio se convirtió en un hotel, y más adelante en una biblioteca. Las tormentas deterioraron la mayoría de las estatuas, y el resto fue vendido o quemado, siendo así que la única figura superviviente que se ha logrado identificar es la de William Pitt. Su livrito (sic) es, hoy por hoy, el principal legado de Dexter, el analfabeto con suerte